# پرنده ارباب خوب

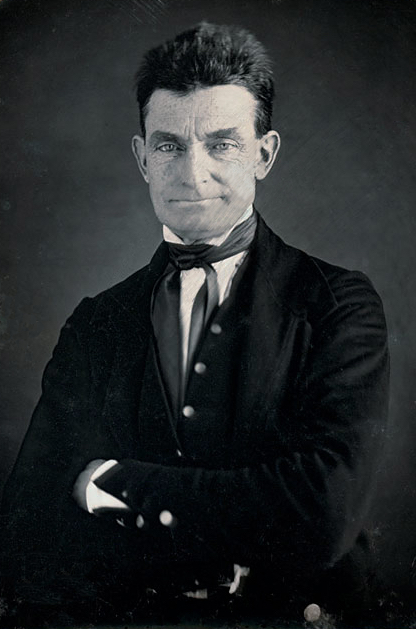
جان براون

پرندهٔ ارباب خوب (به انگلیسی: The Good Lord Bird) یک مینی‌سریال درام تاریخی آمریکایی است که در سال ۲۰۲۰ منتشر شده است. این سریال براساس داستانی به همین نام، نوشتهٔ جیمز مک‌براید ساخته شده است. تمرکز این مینی‌سریال بر داستان زندگی جان براون و مبارزهٔ او با برده‌داری است. پدیدآورندگان پرندهٔ ارباب خوب، ایثن هاک و مارک ریچارد هستند. تهیه‌کنندهٔ آن جیسون بلام است و هنرپیشگانی چون بو نپ، نیک اورسمن، الار کولترین، الکس شارپ و داوید دیگز در آن به ایفای نقش پرداخته‌اند. پخش این سریال از ۴ اکتبر ۲۰۲۰ از شوتایم انجام شده است.

## داستان
جان براون (با بازی ایثن هاک) بردهٔ نوجوانی را که بعداً پیاز (Onion) خطابش می‌کند را از دست اربابش آزاد می‌کند. در جریان آزادی پیاز (با بازی جاشوا کلب جانسن)، پدر پیاز کشته شده و اربابش هم زخمی می‌شود. جان براون تصور می‌کند که پیاز دختر است و پس از چندی پیاز نزدیکترین فرد به براون می‌شود. راوی اصلی داستان هم همین پیاز دخترپوش است.